# Loxophlebia eumonides
Loxophlebia eumonides là một loài bướm đêm thuộc phân họ Arctiinae, họ Erebidae.